# Divisione No. 10 (Manitoba)
La Divisione No. 10, o Whitehorse Plains (parte della Central Plains Region) è una divisione censuaria del Manitoba, Canada di 9.902 abitanti.

## Comunità
- Elie
- St. Francois Xavier
- Sanford
- Starbuck